# Neu-Etzweiler
Neu-Etzweiler ist ein Ortsteil der Stadt Elsdorf im Rhein-Erft-Kreis, Nordrhein-Westfalen.

## Lage
Neu-Etzweiler liegt nördlich von Elsdorf. Östlich des Dorfes verläuft die Kreisstraße 38. Am nördlichen Ortsrand führt die Bundesstraße 55 vorbei.

## Geschichte
Neu-Etzweiler entstand als Resultat des Braunkohletagebaus, das alte Etzweiler musste dem Tagebau Hambach weichen. Der neue Ortsteil wurde durch den ersten Spatenstich bei Angelsdorf 1994 geschaffen. Rheinbraun schuf die Infrastruktur, damit die Bewohner aus dem 7 km entfernten alten Ort hier hin umsiedeln konnten, dies ist seit 2001 offiziell abgeschlossen. Die Kirchturmspitze auf der Kapelle wurde von der alten Kirche in Etzweiler übernommen.

## Öffentlicher Personennahverkehr
Neu-Etzweiler ist durch die VRS-Linien 915 und 937 der Rhein-Erft-Verkehrsgesellschaft an den öffentlichen Personennahverkehr angeschlossen.
| Linie | Verlauf |
| ----- | --- |
| 915   | Quadrath-Ichendorf Bf – Ahe – Thorr – Zieverich – Elsdorf – Neu-Etzweiler                                                                |
| 937   | Schülerverkehr: Oberembt – Frankeshoven – Niederembt – Tollhausen – Esch – Angelsdorf – (Neu-Etzweiler –) Elsdorf – Zieverich – Bergheim |

## Vereine
- St.-Hubertus-Schützenbruderschaft Etzweiler 1873 e. V.
- Maigesellschaft „Holdes Grün“ Etzweiler 1907 e. V.
- Karnevalsfreunde Neu-Etzweiler von 2001 e. V.
- Fußballclub Grün-Weiß Etzweiler e. V.